# Docks (Marseille)
Les Docks de Marseille sont une suite de cinq bâtiments, autrefois des entrepôts et hébergeant aujourd'hui des bureaux et commerces dans le quartier de la Joliette à Marseille.

## Le centre commercial

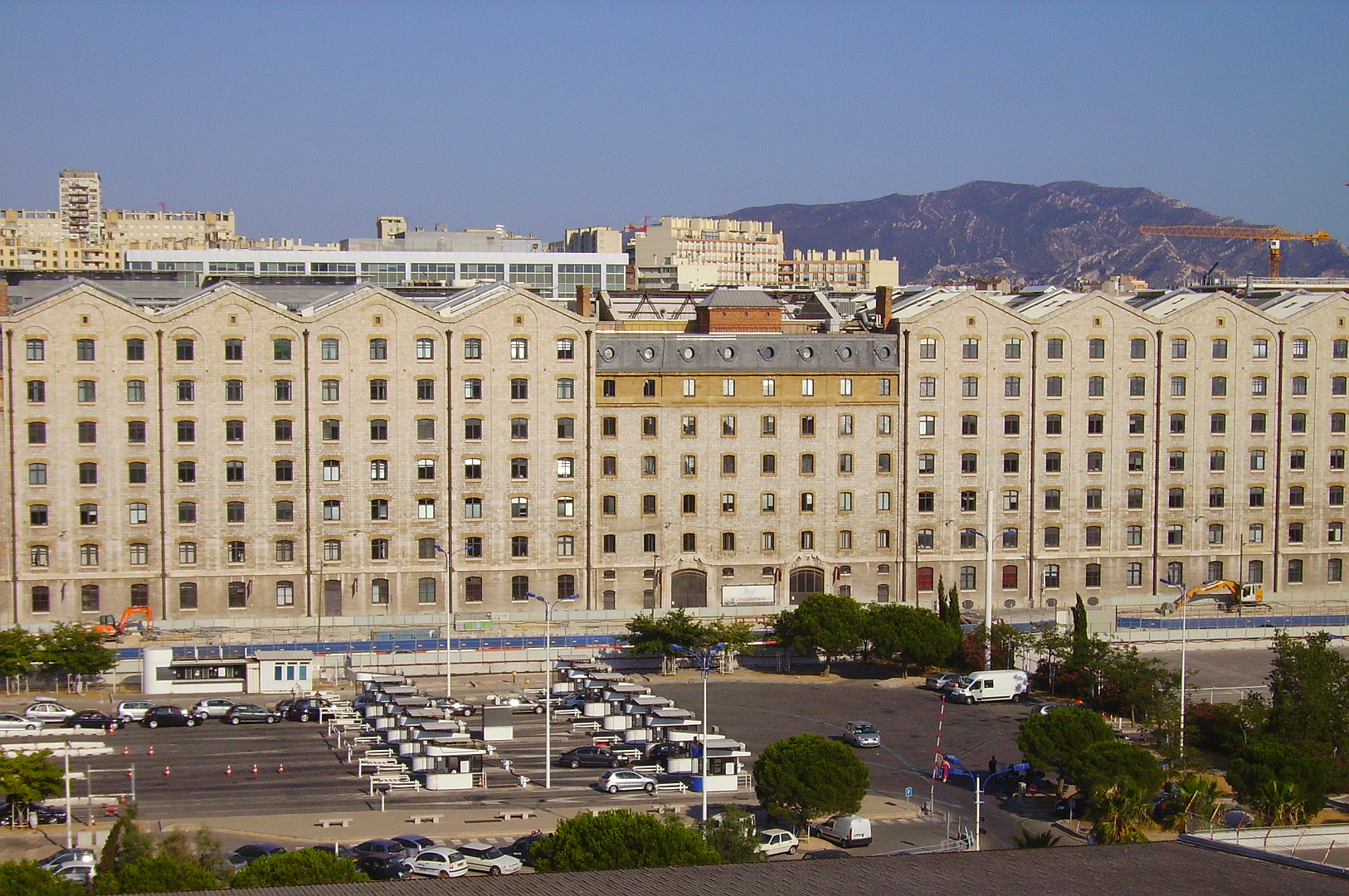
Le bâtiment des docks vu du côté port.

Les docks sont construits de 1858 à 1864 selon le modèle des docks anglais, et constitués de cinq bâtiments de sept étages pour une longueur totale de 365 mètres. Les travaux de réhabilitation démarrent en 1992. Les Docks de Marseille sont ouverts le 10 octobre 2015 et inaugurés le 4 décembre 2015. Une clientèle « haut de gamme » de dix millions de visiteurs par an était attendue.